# Stjepan Kovačević

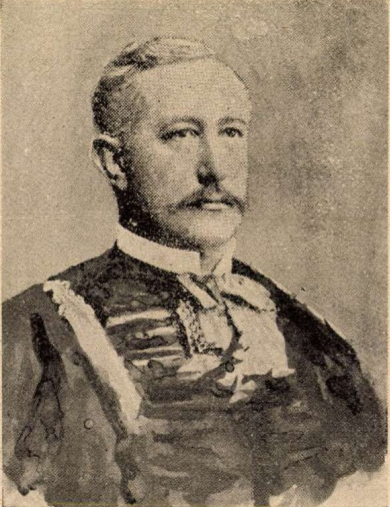
Stjepan Kovačević (1905)

Stjepan Kovačević (ungarisch István Kovácsevics oder István Kovačević, * 2. Dezember 1841 in Tovarnik, Komitat Srijem; † 25. April 1913 in Zagreb) war ein Politiker und Minister in der ungarischen Reichshälfte Österreich-Ungarns. Er war von 1905 bis 1906 kroatisch-slawonisch-dalmatinischer Minister.

## Leben
Kovačević studierte Jura in Pécs und Budapest. Anschließend war er bei der Komitatsbehörde im Komitat Srijem angestellt und war bis 1901 Obergespan des Komitats Zagreb. Von 18. Juni 1905 bis 8. April 1906 war er Minister für Kroatien-Slawonien-Dalmatien in der Beamtenregierung von Géza Fejérváry.